# Majavarivier (Jylhärivier)
De Majavarivier (Zweeds: Majavajoki) is een rivier, die stroomt in de Zweedse  provincie Norrbottens län. Qua grootte kan zij beter een beek genoemd worden. Zij stroomt van noord naar zuid door moerassen en bossen. Zij is 12,5 kilometer lang. Zij vindt haar eind in de Jylhärivier.